# Louvois (Marne)
Louvois korábbi község Franciaországban, Marne megyében. Lakosainak száma 335 fő (2018. január 1.). Louvois Mailly-Champagne, Ambonnay, Bouzy, Ludes, Verzenay, Verzy és Ville-en-Selve községekkel határos.
2016. január 1-jén Tauxières-Mutry korábbi községgel egyesült és az így létrejött Val de Livre új község része lett.

## Népesség
A település népességének változása:
| Lakosok száma | 299  | 317  | 362  | 365  | 356  | 344  | 324  | 301  | 342  | 335  |
|               | 1962 | 1968 | 1982 | 1990 | 1999 | 2008 | 2011 | 2013 | 2017 | 2018 |